# Martina Piemonte
Martina Piemonte (Ravenna, 1997. november 7. –) olasz női válogatott labdarúgó.

## Pályafutása

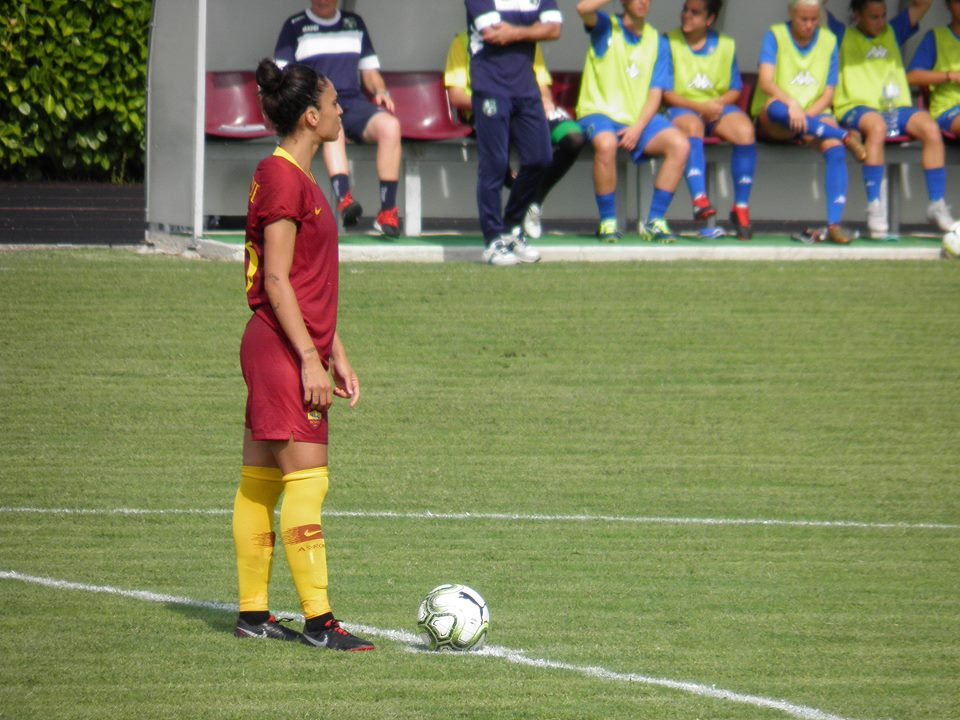
Piemonte bemutatkozó mérkőzésén az AS Roma színeiben.

Piemonte gyerekkorától rajong a labdarúgásért és vegyes csapatokban bontakoztatta ki tehetségét.

### Klubcsapatokban

#### Riviera di Romagna
A Riviera di Romagna együttese 2012-ben, mindössze 14 évesen szerződtette és az ifjúságiaknál prezentált meggyőző játékával, a következő szezonban már a Serie A-ban is pályára léphetett. Két szezont húzott le a cerviai együttesnél, majd a másik ravennai élvonalbeli csapat, a San Zaccaria mezét öltötte magára.

#### San Zaccaria
Első szezonjában 25 meccsen elért 12 találatával, pedig az olasz női foci egyik legnagyobb reménységévé vált. Klubjával a kilencedik helyen végzett a tabellán a 2014–2015-ös évadban, egy évvel később pedig a hatodik pozíciót szerezte meg csapata, melyhez Piemonte 5 góllal járult hozzá 17 meccsen.

#### AGSM Verona
2016. július 15-én egyezett meg a bajnoki címre is esélyes kék-sárga alakulattal és első mérkőzésén már az 5. percben betalált a LF Jesina hálójába. A második fordulóban ismét villámgóllal, az 1. percben volt eredményes, majd októberben a Bajnokok Ligájában is csatasorba állhatott. A BIIK Kazygurt ellen azonban nem volt szerencséjük és a kazah mérkőzésen elszenvedett 3–1-es vereség után hazai pályán csak egy döntetlenre futotta csapatának, így idő előtt búcsúztak a nemzetközi porondról. A bajnokság 11. fordulójában már 7 találattal büszkélkedhetett, amikor 2017 januárjában egy sérülést követően, egy hónapos kényszerpihenőre kényszerült.
Visszatérte után folytatta a gólgyártást és végül 11 találatot jegyezhetett fel a bajnoki kiírásban.

#### Sevilla
A spanyol Primera Division újonca 2017 júliusában egyéves kontraktust kínált fel részére és 20 meccsen 6 alkalommal volt eredményes.

#### Roma
Szerződése lejártával az AS Roma újonnan létrehozott női szakosztályához írt alá. A Farkasoknál 22 mérkőzésen bizonyíthatott, melyeken 6 gólt szerzett minden sorozatot figyelembe véve.

#### Betis
Az átigazolási szezon kezdetén egyezett meg a Real Betis-szel, de nem tudta letölteni hároméves szerződését és a koronavírus-járvány által félbeszakított szezon után visszatért hazájába.

#### Fiorentina
2020. július 31-én csatlakozott a Fiorentinához és, bár 2021 júliusában meghosszabbította szerződését, sérülése után nem sikerült visszanyerni régi formáját és 2021 decemberében közös megegyezéssel távozott a Liláktól.

#### Milan
Pár napot töltött szabadlistán, mielőtt a Milan ajánlatát elfogadta.

### A válogatottban
A 17 éven aluliak korosztályos válogatottjában 2012 szeptemberében mutatkozhatott be az északírek elleni győzelem alkalmával.
2014-ben bronzérmet szerzett az U17-es világbajnokságon, valamint az Angliában megrendezett Európa-bajnokságon.
2014. szeptember 13-án pedig az U19-esekkel kezdte meg az Európa-bajnoki selejtezőket Törökország ellen. A második selejtezőkörben szerezte meg első találatát Ausztria ellen, azonban csoportjukban Svédország a második helyre szorította az Azzurrikat, így nem jutottak be a nyolcas döntőbe.
16 évesen lett hazája legfiatalabb játékosa a felnőtt válogatottban, miután 2014. június 14-én, a Csehország elleni 2015-ös világbajnoki selejtezőn Patrizia Panico cseréjeként pályára léphetett a 84. percben.

## Sikerei

### A válogatottban
- Algarve-kupa ezüstérmes (1): 2022[11]
- Brazil Nemzetközi Torna ezüstérmes (1): 2016[12]
- U17-es világbajnoki bronzérmes (1): 2014
- U17-es Európa-bajnoki bronzérmes (1): 2014